# Jardín botánico de Castlemaine
El Jardín botánico de Castlemaine (inglés: Castlemaine Botanic Gardens) es un jardín botánico con 23,8 hectárea de extensión, próximo al centro de Castlemaine, Victoria, Australia.
El código de identificación internacional del "Castlemaine Botanic Gardens" como miembro del "Botanic Gardens Conservation Internacional" (BGCI), así como las siglas de su herbario es CASTM.

## Localización e información
Los Castlemaine Botanic Gardens, se ubican en el condado de "Mount Alexander Shire" tierras que llevan la impronta de la fiebre del oro de sus primeros asentamientos europeos.
Castlemaine Botanic Gardens Cnr. Walker St & Downes Rd, Mt Alexander Shire Council, PO Box 185, Castlemaine, Victoria 3450 Australia.
Planos y vistas satelitales.37°3′9.4314″S 144°12′56.052″E / -37.052619833, 144.21557000
El jardín botánico está abierto todos los días del año.

## Historia
El jardín botánico de Castlemaine fue establecido en 1860 y se encuentra inscrito en el Victorian Heritage Register.
A comienzos de 1860, 25 hectáreas de terrenos, fuertemente deteriorados por la búsqueda de oro junto al arroyo "Barkers Creek", fueron reservadas para los jardines botánicos. 
En 1866 el consejo designó a Philip Doran como el primer curador, una función que realizó hasta su muerte en 1913 en la edad de 83 años. Los jardines esencialmente conservan su diseño y plantaciones originales. 
Actualmente el jardín botánico de Castlemaine está experimentando una restauración multimillona, incluyendo mejoras al recinto del jardín, lago, estructuras de servicios y estacionamiento.

## Colecciones
Los jardines ofrecen muchas especies exóticas de árboles y estructuras que datan de la época Victoriana. En este jardín botánico el 10 % de sus colecciones de plantas pertenecen a la flora australiana.
En este jardín del siglo XIX se descubren muchas características originales incluyendo el paseo de carruajes, las avenidas flanqueadas de olmos y robles, el lago Joanna, y los lechos de cultivos del jardín formal que se ponen en contraste con los céspedes abiertos. 
De su colección de árboles maduros tanto nativos como exóticos el "National Trust of Australia" clasificó alguno de los especímenes de árboles listados en el "Register of Significant Trees".  
Entre los especímenes destacan un ejemplar enorme de Quercus robur que fue plantado por el duque de Edimburgo en 1867.